# Techno Bass
Techno Bass (også kendt som Car Audio Bass) er en undergenre af Miami bass, som er en mere minimal, afskåret varietet med en vægt på lavfrekvente basskillevægge og mindre vægt på hiphop-elementer. Techno Bass er højt påvirket af electro, ofte med trommer og synths som minder om genren. Genren opnået regional popularitet, primært i det sydlige USA og i Californien. DJ Magic Mike's single "Drop the Bass" fra 1989 har været betragtet som det første eksempel på et Techno Bass-nummer.
En delmængde af Techno Bass-scenen kendt som Car Audio Bass fandt sin vej ind til bilkulturen i Miami, hvor musikken ofte var brugt som et middel til at demonstrere lydsystemerne på bilshows. Nogle Techno Bass-udgivelser har som sådan testnumre bestående af varierende signaler, skride og toner.